# Geschiedenis van Aalbeek
Dit artikel beschrijft de geschiedenis van Aalbeek in de Nederlands-Limburgse gemeente Beekdaelen. Aalbeek is en was een lintvormige nederzetting in een Zuid-Limburgs droogdal. Dit droogdal of grub begint op het plateau 'de Kaalstreek' ten zuiden van het gehucht (+125 m NAP) en loopt over een afstand van 1,4 km af naar de bron van de Platsbeek (+105 m NAP) in het noorden. Ook een deel van de bovenloop van de Platsbeek wordt bij Aalbeek gerekend.
Veel Zuid-Limburgse agrarische nederzettingen zijn ontstaan in droogdalen. Dit waren aantrekkelijke locaties voor bebouwing vanwege hun begaanbaarheid en lage grondwaterpeil.

## Geschiedenis

### Romeinse tijd
Middenin in de driehoek Aalbeek, Klein Haasdal en Arensgenhout zijn in 2008 de resten van een Romeins villacomplex gevonden. De plek, 'Steenland' genaamd, kreeg de status van archeologisch Rijksmonument.
De villa betrof waarschijnlijk een soort herenboerderij waar graan werd geproduceerd. Bij het gebouw, dat vermoedelijk uit leem en hout was opgetrokken, zijn Romeinse dakpannen en een waterput aangetroffen. In de richting van Arensgenhout lag een urnenveld uit de IJzertijd. In de richting van Aalbeek werden sporen gevonden van eenvoudige houten woningen, vermoedelijk uit de Romeinse tijd of de vroege Middeleeuwen.

### Periode 1300-1600
Hoewel de familie Van Hulsberg gen. Schaloen ten zuiden van Aalbeek belangrijk grondbezit had, was dit in Aalbeek niet het geval. Uit een register van de schatheffer uit de eerste helft van de zeventiende eeuw blijkt dat er toen geen grote pachthoeven in Aalbeek lagen. De familie Kerckherderen (zie hierna) bouwde haar omvangrijke grondbezit pas in de zeventiende eeuw op. 

### Periode 1600-1800
In deze periode, waarin de hoeveelheid overgeleverde notariële stukken sterk groeit, komt Aalbeek naar voren als de agrarische gemeenschap die het tot halverwege de twintigste eeuw is geweest. Het grootste deel van Aalbeek hoorde net als het naburige Arensgenhout bij het kerspel Hulsberg. Hulsberg kende geen zelfstandig bestuur maar viel onder de schepenbank van Klimmen (aanvankelijk land van Meerssen, later van Valkenburg). Een klein deel van Aalbeek lag op grondgebied van de Heerlijkheid Wijnandsrade. Deze grens was 130 jaar lang tevens de scheidslijn tussen Habsburgse Rijk en Staatse Nederlanden. In de Franse tijd bleef deze eigenaardige deling van het gehucht gehandhaafd bij de vaststelling van de gemeentegrenzen van Hulsberg en Wijnandsrade.
- Bij de leen- en cijnsgoederen van de Heerlijkheid Wijnandsrade hoorde het Muentgens goed dat in Aalbeek lag.
- Centraal in Aalbeek lag een landhuis van de familie Kerckherderen. Dit 17e-eeuwse landgoed bleef tot 1852 in handen van diverse nazaten van de familie.
- Uit deze periode zijn onder meer de volgende bouwwerken (rijksmonumenten) behouden gebleven: de ommuring van het oorspronkelijke landgoed, een deel van de aangrenzende Aalbekerhoeve en een hoeve met speklagen aan de Haasdallerweg.

### Periode 1800-1900

Aalbeek 1840

- Gedurende de 19e eeuw is Aalbeek nauwelijks veranderd. Uit de volkstellingen die om de tien jaar werden gehouden blijkt dat het aantal huizen steeds tussen de 65 en 70 lag, op een telfout in 1859 na. Het aantal inwoners lag rond de 300. In deze cijfers zijn de Aalbekenaren van de circa 6 woningen op grondgebied van Wijnandsrade meegeteld.
- De eerste kadastrale minuutplans, die in Limburg van rond 1810 dateren, tonen hoe Aalbeek er twee eeuwen geleden uitzag.
- Tot 1860 bestond Aalbeek uit één lange naamloze straat met boerderijen. Relatief veel boerderijen lagen overigens Op de Bergh en In de Hel langs de Platsbeek, waar thans juist de minste woningen staan. Slechts een kwart van de Aalbeekse huizen lag ten zuiden van het landgoed, langs de huidige Aalbekerweg.
- In 1861 werd de hoofdstraat in tweeën gedeeld als gevolg van het opwaarderen van de toenmalige Maastrichterweg, Vauwerengats en Ludderweg tot provinciale weg van Meerssen naar Amstenrade. Tegelijkertijd werd ook de weg van landgoed Aalbeek via Hulsberg naar Valkenburg een provinciale weg. Daarbij werd ter hoogte van de Bosscherweg de haakse bocht in deze nieuwe provinciale weg veranderd in een ruime bocht.
- Aalbeek had in 1840 een brouwerij, twee herbergen, een smid en drie kleermakers. De belangrijkste families in Aalbeek waren in dat jaar Habets, Starmans, Raeven en Wouters.
- Het landgoed bestond uit drie 'lusttuinen' die begin 19e eeuw zijn aangelegd door jonkheer Membrede, een nazaat van de Kerckherderens. Na zijn dood in 1831 kwam het landgoed in handen van grootgrondbezitter Ruijters uit Maastricht, een afstammeling in de derde generatie van de familie Kerckherderen.

| Jaar     | 1796 | 1840 | 1849 | 1859 | 1869 | 1879 | 1889 | 1899 | 1909 | 1920 | 1930 | 1947 | 1960 | 1971 | 2008 |
| -------- | ---- | ---- | ---- | ---- | ---- | ---- | ---- | ---- | ---- | ---- | ---- | ---- | ---- | ---- | ---- |
| Woningen | 59   | 65   | 66   | 77   | 67   | 67   | 64   | 65   | 59   | 61   | 71   |      |      | 70   | 115  |
| Inwoners | 302  | 322  | 347  | 333  | 286  | 280  | 293  | 290  | 305  | 342  | 360  | 494  | 415  | 430  | 300  |

### Periode na 1900
- In de eerste helft van de 20e eeuw groeide de bevolking naar 445 zielen in 1947. Daarbij moeten nog eens 49 kloosterbewoners worden geteld. Hierna neemt het aantal inwoners af naar 300 in 2008, terwijl het aantal woningen juist toeneemt van 70 naar 115. De tijd van de grote gezinnen is dan kennelijk voorbij.
- Rond 1935 is de Vauwerengats uit het tracé van de provinciale weg gehaald door de aanleg van een shortcut in de Aalbekerweg. Deze oude straatnaam - een 'vauwer' is een houten opengewerkte poort of hek, een 'gats' is een steeg - werd vlak na de Tweede Wereldoorlog vervangen door Ruijtersweg. Grondeigenaar Mathijs Walther Ruijters, die tot zijn dood in 1852 het Aalbeekse landgoed als buitenverblijf had, heeft net als zijn echtgenote Anna Catharina Nieuwenhuijs (Zwolle 1783 - Aalbeek 1867) grond aan het Burgerlijk Armbestuur geschonken. Ook zij werd met een straatnaam vereerd.
- De Lotteringerweg verbond Hulsberg met Klein Haasdal. Deze weg verdween rond 1965.
- Op landgoed Aalbeek is in 1900 een Jezuïetenklooster gebouwd. Het landhuis moest hiervoor grotendeels wijken. Alleen het neoclassicistische uit mergel en hardsteen opgetrokken koetshuis, dat als kapel dienst ging doen, bleef behouden. Het klooster is in 1992 weer afgebroken en het koetshuis herbouwd tot een beeldbepalende moderne villa: de Villa Aalbeek.
- In Aalbeek duurde de Tweede Wereldoorlog van 10 mei 1940 tot 17 september 1944. Op 5 oktober 1942 werd Aalbeek getroffen door verdwaalde bommen van een RAF-aanval (waarbij Geleen voor Aken werd aangezien). Hierbij lieten 3 inwoners het leven. Een rijkversierde hoeve uit de 18e eeuw en een woonhuis uit 1939 werden onherstelbaar vernietigd; diverse andere getroffen boerderijen werden na de oorlog hersteld.
- Van de ruim vijftig naoorlogse woningen zijn de meeste door inbreiding gerealiseerd. Alleen de nieuwe Membredehof, die de helft van het oorspronkelijke landgoed Aalbeek beslaat, heeft de structuur van een (losjes opgezette villa)wijk. In het bestemmingsplan zijn veertig beeldbepalende, meest vooroorlogse, panden opgenomen. Aalbeek telt in 2009 nog slechts zeven agrarische bedrijven.